# Patricia Prain
Patricia Hope „Tish”Prain (ur. 2 września 1933) – nowozelandzka narciarka alpejska, olimpijka.
Na zimowych igrzyskach olimpijskich w Squaw Valley wystartowała w zjeździe, slalomie gigancie i slalomie plasując się odpowiednio na pozycjach 36., 34. i 32.